# يوم صرد
يوم صرد أحد أيام العرب في الجاهلية، لنفر من بني مقاعس من تميم على طوائف من خثعم ومراد.

## مقدمات
خرج السليك في الشهر الحرام حتى أتى عكاظ فلما اجتمع الناس ألقى ثيابه ثم خرج متفضلاً مترجلاً فجعل يطوف الناس ويقول من يصف لي منازل قومه وأصف له منازل قومي فلقيه قيس بن المكشوح المرادي فقال أنا أصف لك منازل قومي وصف لي منازل قومك فتواقفا وتعاهدا ألا يتكاذبا.  
قال قيس بن المكشوح خذ بين مهب الجنوب والصبا ثم سر حتى لا تدري أين ظل الشجرة فإذا انقطعت المياه فسر أربعاً حتى تبدو لك رملة وقف بينها الطريق فإنك ترد على قومي مراد وخثعم.
فقال السليك خذ بين مطلع وسهيل ويد الجوزاء اليسرى العاقد لها من أفق السماء فثم منازل قومي بني سعد بن زيد مناة.
فانطلق قيس إلى قومه فأخبرهم الخبر فقال أبوه المكشوح ثكلتك أمك هل تدري من لقيت قال رجلاً فضلاً كأنما خرج من أهله فقال هو والله سليك بن سعد.

## مسيرة المعركة
فاستعلق واستعوى السليك قومه فخرج أحماس من بني سعد وبني عبد شمس وكان في الربيع يعمد إلى بيض النعام فيملؤه من الماء ويدفنه في طريق اليمن في المفاوز قال فإذا غزا في الصيف مر به فاستثاره فمر بأصحابه حتى إذا انقطعت عنهم المياه قالوا يا سليك أهلكتنا ويحك قال قد بلغتم الماء ما أقربكم منه حتى إذا انتهى إلى قريب من المكان الذي خبأ الماء فيه طلبه فلم يجده وجعل يتردد في طلبه فقال بعض أصحابه لبعض أين يقودكم هذا العبد قد والله هلكتم وسمع، ذلك ثم أصاب الماء بعد ما ساء ظنهم فهم السليك بقتل بعضهم ثم أمسك،
فانصرفت عنه بنو عبد شمس في طوائف من بني سعد.

## المعركة
ومضى السليك في بني مقاعس ومعه رجل من بني حرام يقال له صرد فلما رأى أصحابه قد انصرفوا بكى ومضى به السليك حتى إذا دنوا من بلاد خثعم ضلت ناقة صرد في جوف الليل فخرج في طلبها فأصابه أناس حين أصبح فإذا هم مراد وخثعم فأسروه ولحقه السليك فاقتتلوا قتالاً شديداً،
وكان أول من لقيه قيس بن مكشوح فأسره السليك بعد أن ضربه ضربة أشرفت على نفسه وأصاب من نعمهم ما عجز عنه هو وأصحابه وأصاب أم الحارث بنت عوف بن يربوع الخثعمية يومئذ واستنفذ صرد من أيدي خثعم ثم انصرف مسرعاً فلحق بأصحابه الذين انصرفوا عنه قبل أن يصلوا إلى الحي وهم أكثر من الذين شهدوا معه فقسمها بينهم على سهام الذين شهدوا.

وقال السليك في ذلك: